# Reckendorf (Bawaria)
Reckendorf – miejscowość i gmina w Niemczech, w kraju związkowym Bawaria, w rejencji Górna Frankonia, w regionie Oberfranken-West, w powiecie Bamberg, wchodzi w skład wspólnoty administracyjnej Baunach. Leży około 15 km na północny zachód od Bamberga, nad Menem, przy drodze B279 i linii kolejowej Bamberg – Maroldsweisach.

## Dzielnice
W skład gminy wchodzą następujące dzielnice: Laimbach, Reckendorf, Daschendorfer Forst i Lußberger Forst.

## Demografia
| Rok  | Liczba mieszk. |
| ---- | -------------- |
| 1970 | 1.526          |
| 1987 | 1.546          |
| 2000 | 1.800          |
| 2006 | 2.024          |

## Oświata
(na 1999)

W gminie znajduje się 75 miejsc przedszkolnych (z 73 dziećmi) oraz szkoła podstawowa.